# Gert Brauer
Gert Brauer (Ronneburg, 7 settembre 1955 – Ronneburg, 1º gennaio 2018) è stato un calciatore tedesco orientale dal 1990 tedesco, di ruolo difensore.

## Statistiche

### Cronologia presenze e reti in nazionale
| Cronologia completa delle presenze e delle reti in nazionale ― Germania Est | Cronologia completa delle presenze e delle reti in nazionale ― Germania Est | Cronologia completa delle presenze e delle reti in nazionale ― Germania Est | Cronologia completa delle presenze e delle reti in nazionale ― Germania Est | Cronologia completa delle presenze e delle reti in nazionale ― Germania Est | Cronologia completa delle presenze e delle reti in nazionale ― Germania Est | Cronologia completa delle presenze e delle reti in nazionale ― Germania Est | Cronologia completa delle presenze e delle reti in nazionale ― Germania Est |
| Data                                                                        | Città                                                                       | In casa                                                                     | Risultato                                                                   | Ospiti                                                                      | Competizione                                                                | Reti                                                                        | Note                                                                        |
| --------------------------------------------------------------------------- | --------------------------------------------------------------------------- | --------------------------------------------------------------------------- | --------------------------------------------------------------------------- | --------------------------------------------------------------------------- | --------------------------------------------------------------------------- | --------------------------------------------------------------------------- | --------------------------------------------------------------------------- |
| 26/09/1979                                                                  | Chorzów                                                                     | Polonia                                                                     | 1 – 1                                                                       | Germania Est                                                                | Qual. Euro 1980                                                             | -                                                                           |                                                                             |
| 13/10/1979                                                                  | Berlino                                                                     | Germania Est                                                                | 5 – 2                                                                       | Svizzera                                                                    | Qual. Euro 1980                                                             | -                                                                           |                                                                             |
| 21/11/1979                                                                  | Lipsia                                                                      | Germania Est                                                                | 2 – 3                                                                       | Paesi Bassi                                                                 | Qual. Euro 1980                                                             | -                                                                           |                                                                             |
| 07/05/1980                                                                  | Rostock                                                                     | Germania Est                                                                | 2 – 2                                                                       | Unione Sovietica                                                            | Amichevole                                                                  | -                                                                           | 7’                                                                          |
| Totale                                                                      |                                                                             | Presenze                                                                    | 4                                                                           |                                                                             | Reti                                                                        | 0                                                                           |                                                                             |

## Palmarès

### Giocatore

#### Competizioni nazionali
- Coppa della Germania Est: 2

Carl Zeiss Jena: 1973-1974, 1979-1980

#### Competizioni internazionali
- Coppa Piano Karl Rappan: 1

Karl Zeiss Jena: 1986